# Christiane Frenay
Christiane Frenay o Christiane Frenay-Malé (Vilanova de Raò, 6 d'agost del 1940) és una pintora, gravadora i dissenyadora gràfica rossellonesa que visqué tres dècades al Canadà. El seu estil s'ha associat amb el "Realisme màgic" i, també, amb el surrealisme de Salvador Dalí i Hieronymus Bosch.

## Biografia
El seu pare, Jean Malé, era artista  i, potser per la influència paterna, Chistiane entrà a l'Escola de Belles Arts de Perpinyà el 1956. Tres anys més tard es matriculà a l'"École Nationale des Beaux-Arts et des arts appliqués" de Tolosa de Llenguadoc, on es formà fins al 1962, estudiant-hi les tècniques del dibuix, la pintura a l'oli, el gravat i l'escultura; encara alumne, guanyà el 1960 el segon premi d'un concurs nacional de pintura que convocaren la Vila de París i l'empresa J.M.Paillard. Durant gairebé dos lustres treballà per al Ministeri dels Afers Estrangers Francès al Museu d'antropologia del Kef (Tunísia). Conegué Paul Frenay, un fotògraf i periodista flamenc, i el 1970 s'establiren al Canadà. Entre els anys 1972 i 1975 ensenyà Arts Gràfiques per a la CEPGM de Mont-real, i del 1975 al 1978 fundà i portà l'estudi d'arts gràfiques "Publiphoto Enr.", època en què també feu il·lustracions per a llibres. En col·laboració amb Anne Marie Sioui dissenyà el 1979 el catàleg de l'exposició "Jean Dallaire" ("Service des expositions itinérantes du Musée d'art contemporain" de Mont-real). Traduí (1981) dos llibres d'ensenyament de les arts plàstiques d'Ann Peterson i Jo-Ann Greenshields ( Arts plastiques: éléments et principes.  Arts plastiques: éléments et principes, livre de l'élève.) El 1996 li va ser atorgada una beca de residència al "Frans Masereel Center" de Kasterlee, a Bèlgica. Acabada l'etapa canadenca, des del 2000 viu a Vilanova de Raò.
Ha exposat a Catalunya, França, Bèlgica, Suïssa, Estats Units, Canadà, Japó, Mèxic i Tunísia. Entre altres institucions amb obra seva, la Biblioteca nacional del Quebec en té una cinquantena d'obres gràfiques al centre de Rosemont La Petite-Patrie (Mont-real).

## Exposicions
Selecció
- 2011 Mediateca de Ceret[10]
- 2010 Centre de Gravat de Ceret; Taller de Gravat de Mataró[11]
- 1991, 1996, 1998, 2003 i 2008 "Embryo Galerij", Lovaina (Bèlgica)
- 1999-2000 "Galerie de l'Isle" Événement du Quartier du Musée; Exposició Renoir al Museu de Belles Arts de Mont-real
- 1998 "Conseil Québecois de l'Estampe" (CQE), exposició col·lectiva de membres, Mont-real
- 1997 Exposició Deux Catalanes de retour au pays a la Galeria d'Art Yvette Serra de Perpinyà, amb Catherine Viger
- 1995 Monochrome Plus pel C.Q.E. i el Ministeri d'Afers Culturals del Quebec, exposició itinerant
- 1992 "Museo de la Estampa", Ciutat de Mèxic
- 1990 "Galerie du Théâtre", Ginebra, Suïssa; Festival International d'Osaka, Japó
- 1980 "Centre Culturel de Nantes", França[12]
- 1977 "Galerie Dionysarts", Mont-real
- 1970 "Galerie Louis Soulanges", París, França
- 1969-70 "Salon des Arts", Tunis, Tunísia
- 1969 "Galerij Karkant", Hasselt, Bèlgica